# San Mauro Torinese
San Mauro Torinese is een gemeente in de Italiaanse provincie Turijn (regio Piëmont). San Mauro is vrijwel aan de stad Turijn vastgegroeid en ligt aan de zuidelijke oever van de Po.
De volgende frazioni maken deel uit van de gemeente: Pescatori, S.Anna, Oltre Po, Sambuy.

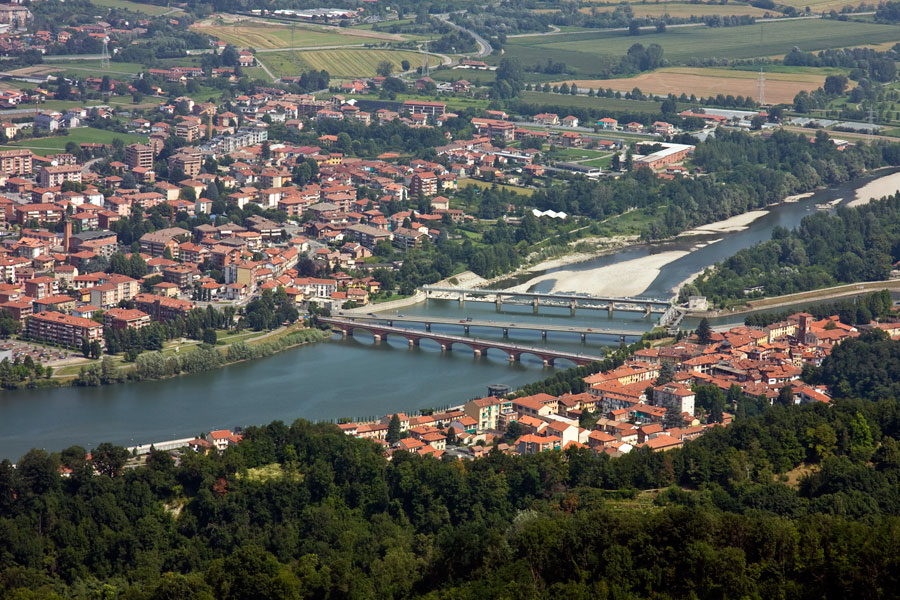
San Mauro Torinese
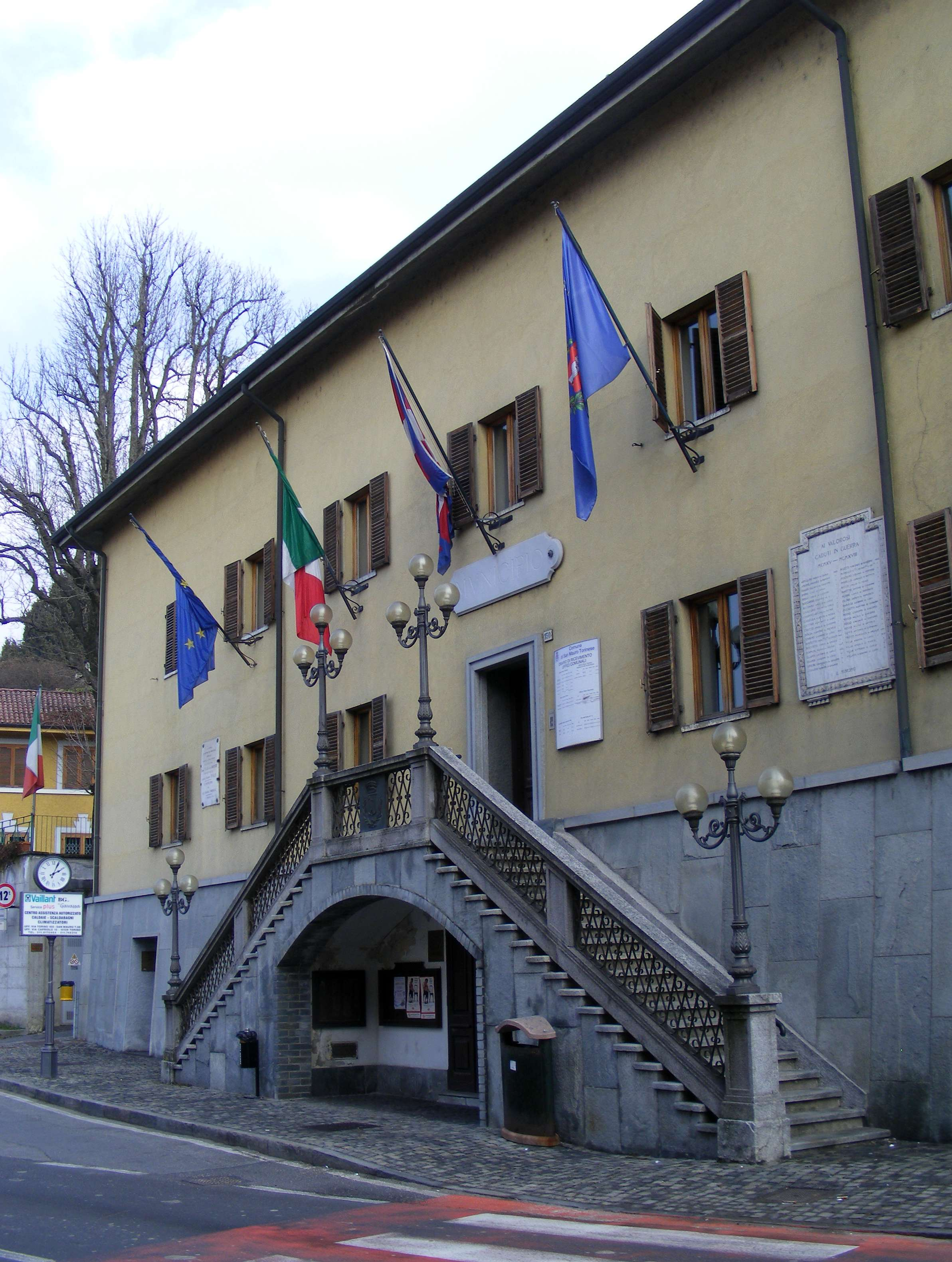
Gemeentehuis

## Demografie
San Mauro Torinese telt ongeveer 7507 huishoudens. Het aantal inwoners steeg in de periode 1991-2001 met 6,4% volgens cijfers uit de tienjaarlijkse volkstellingen van ISTAT.
| Jaar | Inwoneraantal |
| ---- | ------------- |
| 1991 | 16.746        |
| 2001 | 17.817        |
| 2004 | 18.367        |
| 2011 | 18,925        |
| 2016 | 19.074        |

## Geografie
San Mauro Torinese grenst aan de volgende gemeenten: Settimo Torinese, Castiglione Torinese, Torino, Baldissero Torinese.
1. ↑  https://demo.istat.it/?l=it.